# Sant Joan Evangelista d'Entrevalls
Sant Joan Evangelista d'Entrevalls és l'antiga església parroquial, romànica, del poble nord-català d'Entrevalls, ara del tot en ruïnes, de la comuna de Toès i Entrevalls, a la comarca del Conflent.
Està situada en el poble vell, ara en ruïnes, d'Entrevalls, en el sector nord del petit nucli de ruïnes que és actualment el poble.

## Història
El villare Tresvalles és esmentat des del 854. Pertanyia a Sant Andreu d'Eixalada, per la qual cosa passà posteriorment a Sant Miquel de Cuixà. L'església és esmentada des del 871, en un precepte de Carles el Calb.

## L'edifici
És una església d'una sola nau coberta amb volta de canó de punt rodó lleugerament apuntada, capçada a llevant per un absis semicircular. L'església té tres finestres de doble esqueixada amb arc de mig punt, una al centre de l'absis, una altra a la façana meridional i la tercera al frontis de ponent. A ponent, damunt de l'extrem de la nau, es dreça una torre quadrada que era només accessible per un forat a la volta de la nau. És del segle xii o XIII, mentre que la resta de l'església és de l'XI.